# Noctua decolorata
Noctua decolorata là một loài bướm đêm trong họ Noctuidae.